# Mikaël Antoine Mouradian
Mikaël Antoine Mouradian ICPB (ur. 5 lipca 1961 w Bejrucie – duchowny ormiańskokatolicki, od 2011 biskup Glendale.

## Życiorys
Święcenia kapłańskie przyjął 24 października 1987 w Instytucie Duchowieństwa Patriarchalnego z Bzommar. Początkowo pracował jako wicerektor niższych seminariów libańskich. W latach 1995–2001 przebywał w Armenii i był m.in. duszpasterzem w wiejskich parafiach oraz sekretarzem generalnym Caritasu. Po powrocie do kraju pracował w seminariach instytutu, zaś w 2005 został rektorem Papieskiego Kolegium Ormiańskiego w Rzymie. Od 2007 przełożony generalnego konwentu w Bzommar.
21 maja 2011 został mianowany zwierzchnikiem amerykańskiej eparchii Pani z Nareku. Sakry udzielił mu Nerses Bedros XIX.